# Cremermühle
Die Cremerühle stand am Neffelbach bei Embken im Kreis Düren.
Die im Jahre 1822 erstmals erwähnte Mühle hatte ein unterschlächtiges Wasserrad und einen Mahlgang mit einer Ölpresse. Besitzer war ein Johann Cremer (Cramer) zu Embken.